# MESC

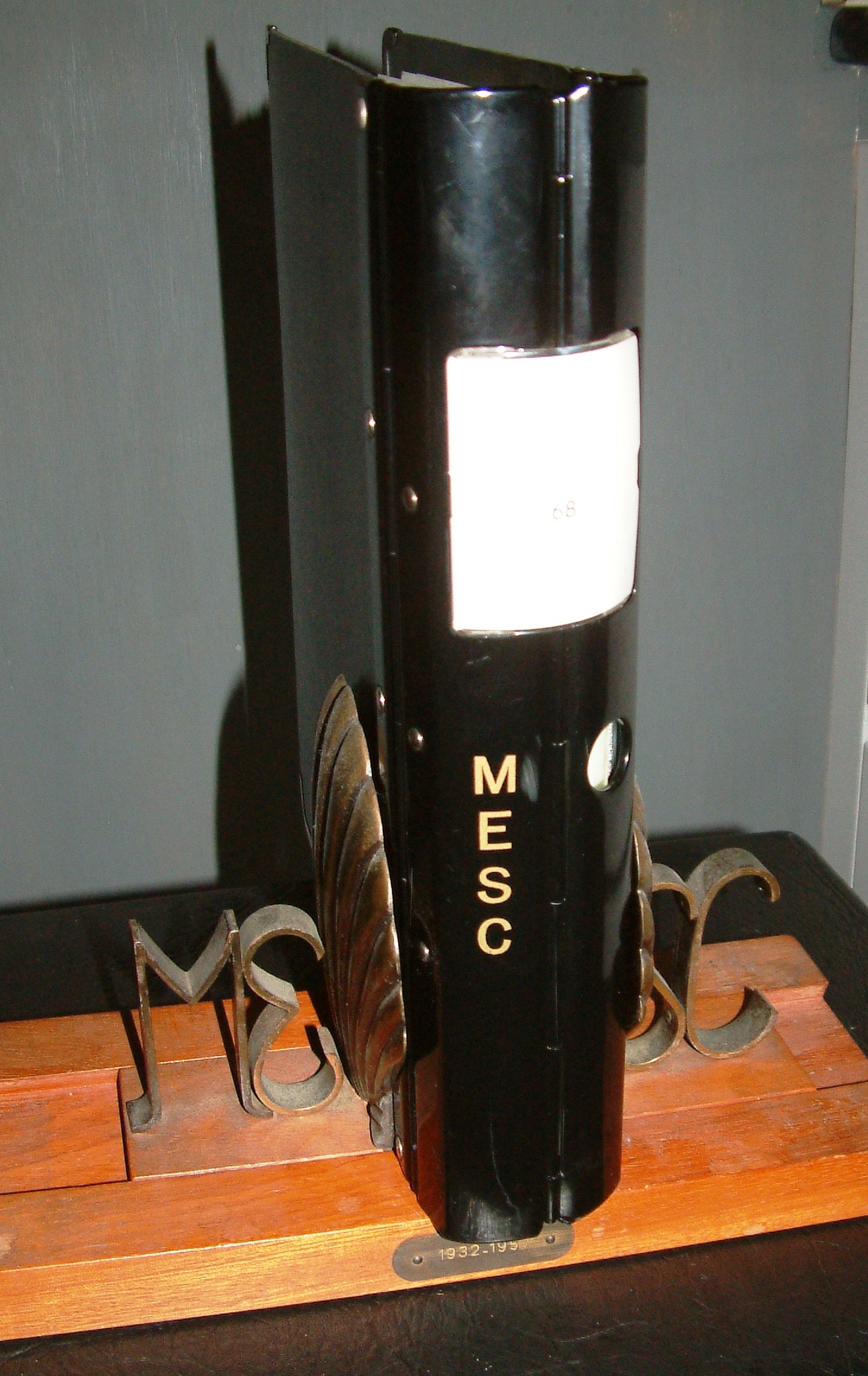
Een losbladige Shell MESC map

MESC staat voor Material and Equipment Standards and Code. Het is een stuk gereedschap voor de standaardisatie en behandeling van materialen die in de petrochemie gebruikt worden. Voortgekomen uit de in 1914 opgestelde Materials Catalogue van de Bataafsche Petroleum Maatschappij. Maar vanaf 1932 verder ontwikkeld met 7 cijfers door Shell voor eigen gebruik. Later in licentie gegeven aan iedere maatschappij die ervoor wil betalen.
In 1946 werden er 3 cijfers toegevoegd, in verband met de toename van het aantal gebruikte materialen. De  catalogus van de losbladige papieren uitvoering van de MESC op formaat A4 groeide uit tot 26 mappen met een strekkende lengte van praktisch 2 meter. Bij onderzoek begin 1988 of de omvang kon worden beperkt op formaat A5 kwam  de Cd-rom in beeld, waarmee wat later de wereldwijde distributie van de toen ruim 8000 bladen sterk kon worden vereenvoudigd.
Het Engelstalige systeem bestaat in principe uit drie onderdelen:
- de General Index to MESC
- het "Coding schedule"
- Buying descriptions", een catalogus van specificaties, waarmee wereldwijd gestandaardiseerde materialen kunnen worden gekocht.

In de praktijk gaat het om een numeriek 10-cijferig systeem, dat bestaat uit een "Coding schedule" met groepen, sub- en sub-sub-groepen van elk 2 cijfers en een "Buying description" van 3 cijfers. Er was ruimte voor een codering per lokale maatschappij, bij centraal gecodeerde materialen was het laatste cijfer een 1, bij lokaal gecodeerde materialen eindigde de code op een 9. Daarmee werd bereikt dat over de gehele wereld met slechts één enkele aanduiding van 10 cijfers overal hetzelfde stuk materiaal kon worden besteld, onafhankelijk van fabricaat of merk.

## Praktijkvoorbeeld
Wie waar ter wereld ook een bestelling deed van 500 meter kabel volgens 68.68.61.301.1 wist dat hij een telecommunicatiekabel, 110 volt, polythene geïsoleerd, lood omgeven en staaldraad omvlochten, met pvc-buitenmantel in de kleur groen kreeg, met aders in een groep van 1×4×0,8 mm volgens een vast omschreven specificatie en bekende maatvoering. Of je nu op een Shell vestiging in Oman of op een BP vestiging in de Europoort werkte, je kreeg hetgeen je besteld had, al was dat volstrekt afhankelijk van de plaatselijke marktomstandigheden welke fabrikant of leverancier de betreffende kabel leverde.

Bij een kabel volgens 68.68.61.301.9 gaat het om precies dezelfde kabel, maar dan is er lokaal iets aan de specificatie toegevoegd. Er kan bijvoorbeeld een andere, ter plaatse verplicht te gebruiken kleur worden voorgeschreven.

## MESC en DEP
Een Shell Design and Engineering Practice (DEP) is een document waarmee Shell aangeeft hoe op een bepaald gebied petrochemische fabrieken op een gestandaardiseerde manier dienen te worden ontworpen. In combinatie met de MESC levert deze werkwijze het gereedschap om de maximale winst te halen uit standaardisatie, zowel in technisch als in economisch opzicht. In DEPs worden de MESC materialen toegepast.
Het werk aan MESC en DEP wordt op het Shell hoofdkantoor in Den Haag gedaan en de documenten zijn uiteraard niet gratis verkrijgbaar. Voor het gebruik van DEPs en MESC moet een speciale overeenkomst met Shell worden gesloten.